# Britische U20-Eishockeynationalmannschaft
Die britische U20-Eishockeynationalmannschaft vertritt den Eishockeyverband Großbritanniens im Eishockey in der U20-Junioren-Leistungsstufe bei internationalen Wettbewerben. Die britische Mannschaft nimmt seit 1984 an Weltmeisterschaften teil und erreichte 2007 und 2011 jeweils mit Platz drei in der Division I ihre bislang beste Platzierung. Seit 2018 starten die Briten wieder in der Division II.

## Geschichte

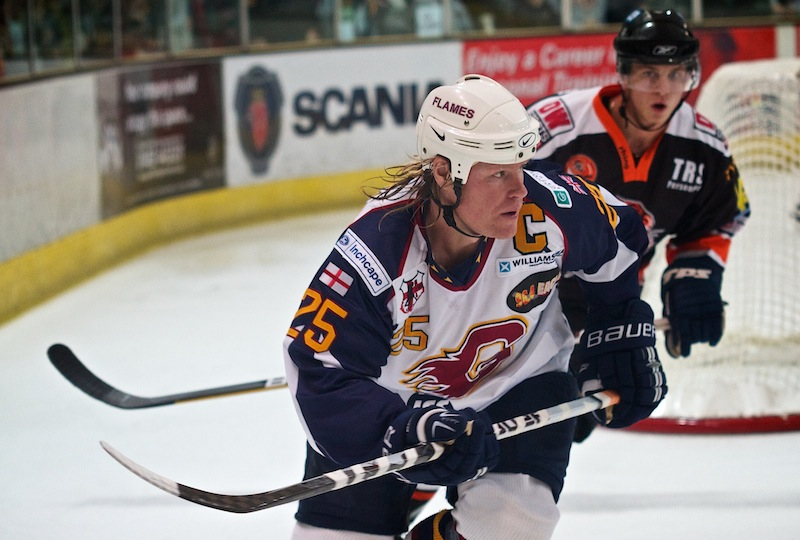
David Longstaff (hier im Trikot der Guildford Flames) nahm mit der britischen Mannschaft an den U20-C-Weltmeisterschaften 1993 und 1994 teil.

Die britische U20-Eishockeynationalmannschaft wurde im Vorfeld der Eishockey-Weltmeisterschaft der Junioren 1984 gegründet. Bei ihrer ersten WM-Teilnahme wurde sie Sechster unter acht Mannschaften der C-Gruppe. Bis zur Umstellung auf das aktuelle Divisionensystem nach der Weltmeisterschaft 2000 verblieben die Briten in der C-Gruppe, anschließend spielten sie ab 2001 in der ebenfalls drittklassigen Division II. Erst bei der Weltmeisterschaft 2004 gelang dem Team von der Insel der erstmalige Aufstieg in die Division I. Dort konnte man sich aber trotz des Heimvorteils beim Turnier in Sheffield im nächsten Jahr nicht halten. In den Folgejahren entwickelten sich die britischen Junioren zur Fahrstuhlmannschaft, die immer wieder zwischen den Division I und II pendelte. Lediglich von 2011 bis 2014 spielten die Briten viermal in Folge in der Division I, wurden dann aber nach dem Einsatz des nicht spielberechtigten Verteidigers Adam Jones in die Division II strafversetzt. Nach dem sofortigen Wiederaufstieg 2015 erfolgte 2017 der erneute Abstieg in die Division II, wo die Mannschaft seit der Weltmeisterschaft 2018 wieder antritt.
Bis einschließlich 1998 deckte die U20-Nationalmannschaft den kompletten Juniorenbereich bei den Weltmeisterschaften ab, während die U19-Nationalmannschaft an den Junioren-Europameisterschaften teilnahm. Seit der Einführung der U18-Weltmeisterschaften 1999 vertritt die U20-Nationalmannschaft Großbritanniens bei Weltmeisterschaften ausschließlich die Leistungsstufe der U20-Junioren. Sie vertritt dabei ausschließlich das Gebiet der britischen Hauptinsel. Nordirland wird traditionell vom irischen Verband und seinen Mannschaften repräsentiert.
Um dem britischen Nachwuchs mehr Spielpraxis zu verschaffen, spielte die Mannschaft von 2000 bis 2003 in der English Premier Ice Hockey League mit.

## WM-Platzierungen
- 1974–1983 – nicht teilgenommen
- 1984 – C-WM; 6. Platz
- 1985 – C-WM; 5. Platz
- 1986 – C-WM; 3. Platz
- 1987 – C-WM; 3. Platz
- 1988 – C-WM; 4. Platz
- 1989 – C-WM; 4. Platz
- 1990 – C-WM; 6. Platz
- 1991 – C-WM; 4. Platz
- 1992 – C-WM; 3. Platz
- 1993 – C-WM; 5. Platz
- 1994 – C-WM; 4. Platz
- 1995 – C-WM; 8. Platz
- 1996 – C-WM; 5. Platz
- 1997 – C-WM; 4. Platz
- 1998 – C-WM; 7. Platz
- 1999 – C-WM; 7. Platz
- 2000 – C-WM; 3. Platz
- 2001 – Division II; 5. Platz
- 2002 – Division II; 5. Platz
- 2003 – Division II; 2. Platz
- 2004 – Division II; 1. Platz
- 2005 – Division I; 6. Platz
- 2006 – Division II; 1. Platz
- 2007 – Division I; 3. Platz
- 2008 – Division I; 6. Platz
- 2009 – Division II; 2. Platz
- 2010 – Division II; 1. Platz
- 2011 – Division I; 3. Platz
- 2012 – Division IA; 6. Platz
- 2013 – Division IB; 5. Platz
- 2014 – Division IB; 5. Platz *
- 2015 – Division IIA; 1. Platz
- 2016 – Division IB; 3. Platz
- 2017 – Division IB; 6. Platz
- 2018 – Division IIA; 3. Platz
- 2019 – Division IIA; 3. Platz
- 2020 – Division IIA; 2. Platz
- 2021 – keine Austragung
- 2022 – Division IIA; 3. Platz
- 2023 – Division IIA; 2. Platz
- 2024 – Division IIA; 3. Platz